# Beibei
Beibei (en chino:北碚区, Běibèi qū), es una ciudad-distrito bajo la administración del municipio de Chongqing , en el centro de la República Popular China. Su área es de 755 km² y su población es de 650 mil habitantes.
Béibei es una ciudad satélite que toma su nombre de una gran roca que se extiende a la mitad del río Jialing y es conocida por la importancia cultural china.

## Administración
La ciudad-distrito de Beibei se divide en once poblados y un grupo:
- Poblado Xiema (歇马镇)
- Poblado Chengjiang (澄江镇)
- Poblado Tongjiaxi (童家溪镇)
- Poblado Tianfu (天府镇)
- Poblado Shijialiang (施家梁镇)
- Poblado Shuitu (水土镇)
- Poblado Jingguan (静观镇)
- Poblado Liuyin (柳荫镇)
- Poblado Fuxing (复兴镇)
- Poblado Sansheng (三圣镇)
- Poblado Jindaoxia (金刀峡镇)
- Grupo Caijia (蔡家组团)